# SCImago Journal & Country Rank
SCImago Journal & Country Rank — показник Scopus, аналогічний імпакт-фактору. SJR — рейтинг журналів, що дає можливість оцінити науковий престиж робіт учених, виходячи з кількості ваговитих цитат на кожен документ. Журнал наділяє власним «престижем», або статусом, інші журнали, цитуючи опубліковані в них матеріали. Фактично це означає, що цитата з джерела з відносно високим показником SJR має більшу цінність, ніж цитата з джерела з нижчим показником SJR.

## Обґрунтування
Цитування є показником популярності наукових робіт і може сприйматися як схвалення; престиж можна розуміти як комбінацію кількості схвалень і престижу журналів, які їх публікують. Прийнявши цю точку зору, індикатор SJR призначає різні значення цитуванням залежно від сприйнятого престижу журналів, звідки вони походять.
Проте дослідження методологічної якості та надійності виявили, що «надійність опублікованих дослідницьких робіт у кількох галузях може знижуватися зі збільшенням рейтингу журналу», всупереч поширеним очікуванням.
Розрахунок індикатора SJR подібний до показника Eigenfactor, причому перший базується на базі даних Scopus, а другий — на базі даних Web of Science, і існують інші відмінності.

## В Україні
Станом на 2024 р. в Україні найвищий рейтинг має журнал Mining of Mineral Deposits: SJR 2024 — 0.986, Квартиль Q1, H-INDEX
23